# 고전 신화의 성소수자

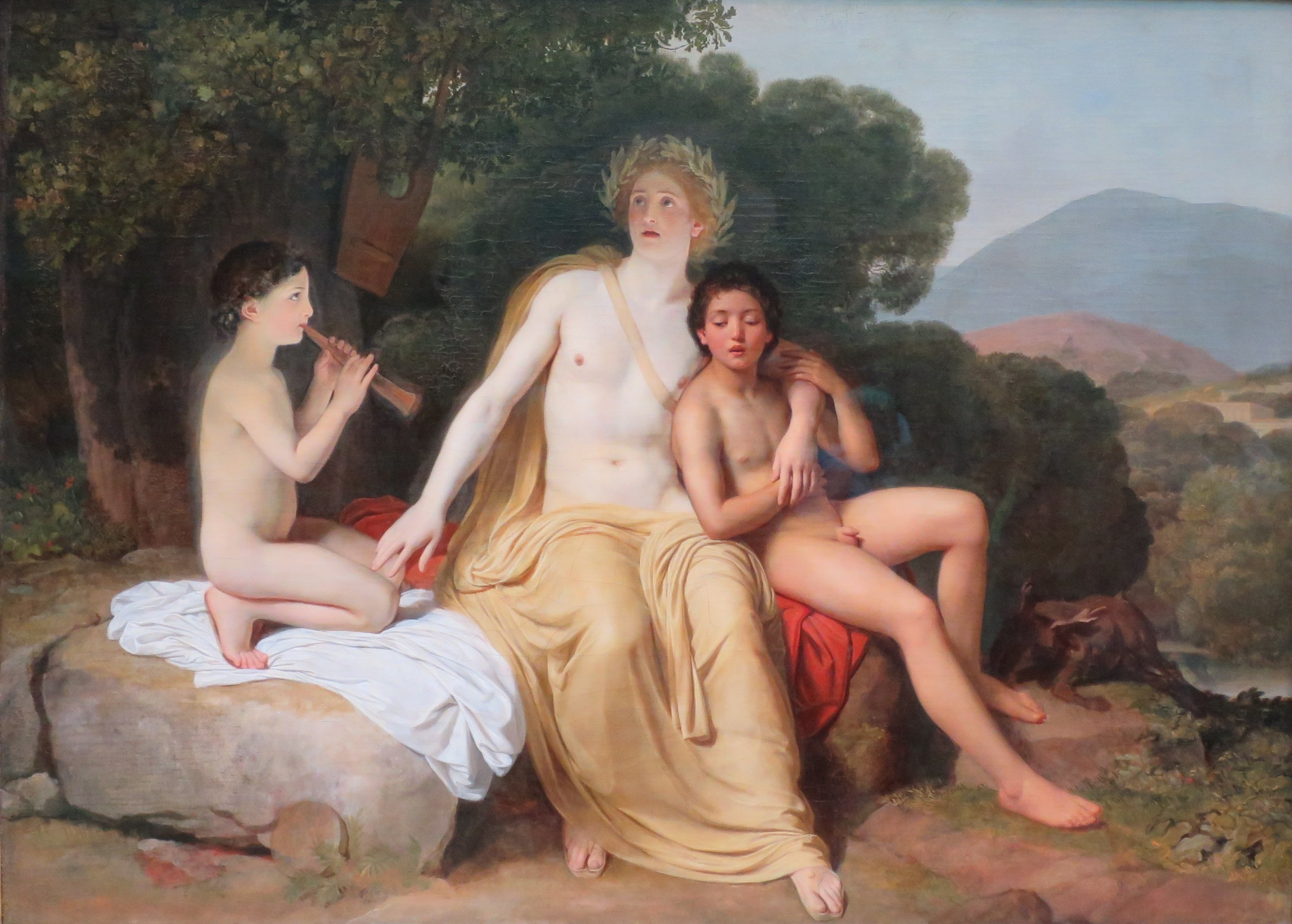

고전 신화(그리스-로마 신화)는 남성의 동성애 관계를 보여주는 신화가 많다. 또한 1990년대 이후 성별 전문 용어에 따라 'LGBT'로 분류된 크로스드레싱 및 안드로진 사례도 발견할 수 있다.

## 사례

### 동성애와 양성애
태양과 음악의 신 아폴론은 남성 연인들이 많았으며, 동성 간의 결합을 축복하기 위해 종종 부름을 받았기 때문에 동성 연애의 수호신으로 여겨진다. 사랑의 여신 아프로디테와 그녀의 수행원들인 에로테스(에로스, 히메로스, 포토스) 또한 남성 간 동성 연애의 수호신으로 간주된다.
에로스는 또한 헤라클레스와 헤르메스와 함께 동성 연애 관계에 역할을 했던 신 3인조 중 한 명이다. 그들은 남성 동성 연인들에게 아름다움, 충성도, 힘, 웅변의 자질을 부여했다. 사포의 시에서 아프로디테는 레즈비언의 수호신으로 확인된다.
- 아킬레우스와 파트로클로스[4]
- 아킬레우스와 트로일로스[5]
- 아가멤논과 아르겐노스[6]
- 아메이니아스와 나르키소스[4]
- 아폴론과 아드메토스[7]
- 아폴론과 아도니스[8]
- 아폴론과 브랑코스[9]
- 아폴론과 카르노스[10]
- 아폴론과 키파리소스[11]
- 아폴론과 헬레노스[12]
- 아폴론과 히아킨토스[13]
- 아폴론과 히메나이오스[13]
- 아폴론과 이아픽스[14]
- 아레스와 알렉트리온[15]
- 아티스와 리카바스[16]
- 보레아스와 히아킨토스
- 크리시포스와 라이오스[17]
- 키크노스와 파에톤[18]
- 키크노스와 필리오스[19]
- 다프니스와 판[20]
- 디오니소스와 암펠로스[20]
- 디오니소스와 폴림노스[21]
- 에우리바로스와 알키오네우스[22]
- 헤라클레스와 압데로스
- 헤라클레스와 힐라스[20]
- 헤라클레스와 이올라스[17]
- 헤르메스와 암피온[23]
- 헤르메스와 크로코스[24]
- 헤르메스와 페르세우스[25]
- 이안테와 이피스[26]
- 칼라모스와 카르포스[27]
- 밀레토스와 사르페돈과 미노스[28]
- 니소스와 에우리바로스[29]
- 오레스테스와 필라데스[30]
- 오르페우스와 트라키아의 소년들[17]
- 오르페우스와 칼라이스[17]
- 포세이돈과 네리테스[31]
- 포세이돈과 펠롭스[13]
- 폴리이도스와 글라우코스[32]
- 실바누스와 키파리소스[33]
- 타미리스와 히아킨토스[34]
- 제피로스와 키파리소스[27]
- 제피로스와 히아킨토스[34]
- 제우스(아르테미스)와 칼리스토[35]
- 제우스와 가니메데[36]

### 트랜스젠더
- 카이네우스
- 이피스
- 레우키포스
- 메스트라
- 시프로이테스
- 테이레시아스

### 안드로진 및 인터섹스
헤르마프로디토스는 헤르메스와 아프로디테의 아들로 자웅동체와 인터섹스 사람들의 신으로 여겨진다. 헤르마프로디토스는 날개가 달린 젊은이, 즉 보통 여성의 허벅지, 가슴, 머리카락, 그리고 남성의 성기를 가진 것으로 묘사되었다.
디오니소스는 2002년 Encyclopedia of Gay, Lesbian, Bisexual, Transgender, and Queer Culture에서 로베르토 C. 페라리에 의해 '자웅동체와 트랜스베스티즘의 수호신'으로 불리었다. 디오니소스는 신화에서 여성적이며 종종 여성의 옷을 입은 것으로 묘사된다.
- 아그디스티스 (키벨레)
- 아프로디토스 (헤르마프로디토스와 아프로디테가 융합된 신)
- 에나리스 (신화 속 여자 옷을 입고 생활하는 스키타이의 남자 무당들)
- 헤르마프로디토스
- 매클리에스 (신화 속 리비아의 양성구유 부족)
- 파네스 (남녀 양성의 모습을 띈 창조의 신)
- 살마키스
- 비너스 바르바타 (고대 키프로스 섬에서 자웅동체의 모습으로 숭배된 비너스 여신의 별칭)
- 비너스 카스티나

## 같이 보기
- 신화 속 성소수자